# Zwartwangkanarie
De zwartwangkanarie (Crithagra mennelli; synoniem: Serinus mennelli) is een zangvogel uit de familie Fringillidae (vinkachtigen).

## Verspreiding en leefgebied
Deze soort komt voor van oostelijk Angola tot Mozambique.